# Gundestrups gånggrifter

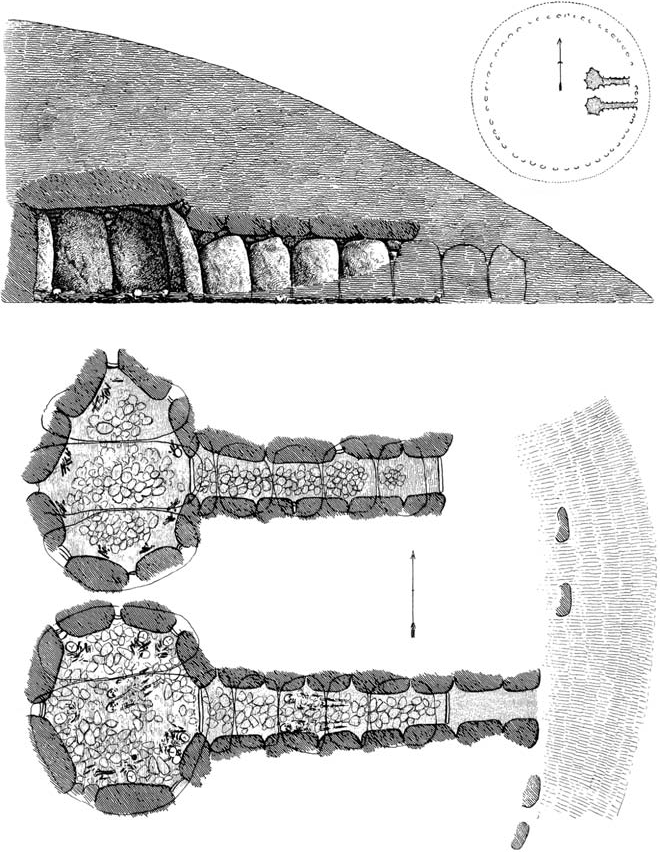
Skiss över en typisk dubbelgånggrift (ej Gundestrups gånggrifter)

Gundestrups gånggrifter (danska: Gundestrups jættestue) är två danska närbelägna gånggrifter från 3500–2800 f Kr i Skræm i Jammerbugts kommun på Nordjylland.
Gundestrups gånggrifter har en form med kammare och horisontell gång. Denna form är den vanliga i Danmark, Tyskland och Skandinavien och förekommer också i Frankrike och Nederländerna.

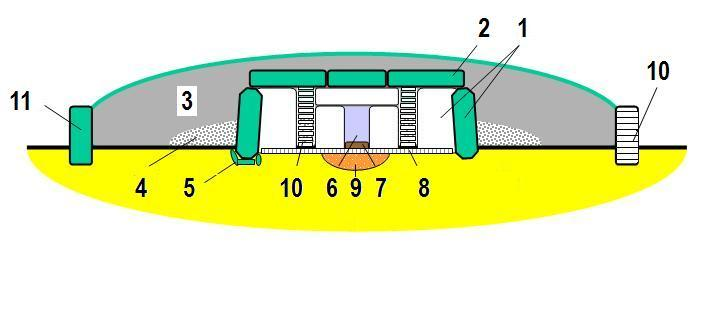
Skiss av en typisk gånggrift (ej Gundestrups dubbelgånggrift) 1=väggsten, 2= täcksten, 3=jordhög, 4=tätning, 5=stöttande sten, 6=ingång, 7= förstärkningssten. 8=markplattor, 9=markhålighet, 10=mellanmurverk 11=kantstenar

## Gundestrup 1
Gundestrup 1, eller Gundestrup syd, är en gånggrift med en sidokammare. Gånggrifter med en sidokammare är kända i 30 exemplar runt Limfjorden, på Djursland, på Sjælland och Lolland. Sidokamrarna uppfördes samtidigt med huvudkammaren.
Den flerhörniga, endast omkring fyra meter långa kammaren består av åtta bärande stenar (två per sida) och en mycket stor täcksten. En omkring fyra meter lång gång för rakt fram till den omkring 2,7 meter breda kammaren. Mellan de båda bärande stenarna på den högra sidoväggen finns en förbindelse med sidokammaren, som ligger något vid sidan av axeln. Sidokammaren är ungefär en tredjedel så stor som huvudkammaren och består av fem bärande stenar och enbart en täcksten. Gånggriften ligger i en rund hög. Båda kamrarna är delvis fyllda med jord.

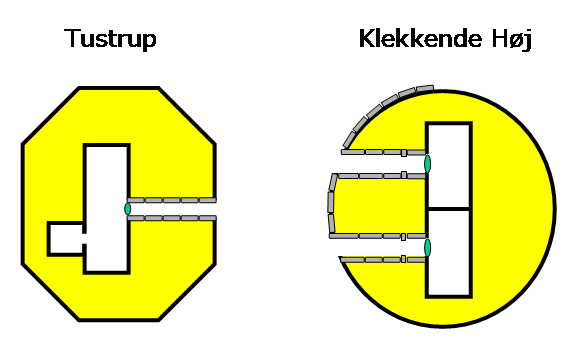
Exempel på särformer av gånggrifter

## Gundestrup 2
Den närbelägna Gundestrup 2, eller Gundestrup norr, är den enda kända dubbelgånggriften med sidokammare till var och en av huvudkamrarna. 
Två ungefär sex meter långa gångar, vars kantstenar i några fall saknas, leder till vardera ungefär 12,0 meter långa kammare som är bildade av 22 bärande stenar, vilka bär upp minst tio täckstenar. Sannolikt blev den stora trapetsoida huvudkammaren senare delad, eller så lades den nordöstra halvan till i efterhand. ´
Den södra, i gångriktningen byggda sidokammaren består av fem bärande stenar och en täcksten. Till den nordostliga huvudkammaren blev en ytterligare kort gång tillbyggd, vilken leder till den D-formiga norra sidokammaren.
Kamrarna ligger i vad som återstår av en eroderad hög och är till häften fyllda med jord.